# Normering
Begreppet normering har i matematiken flera betydelser. Det kan dels syfta på att förse en struktur med en norm, dels på vissa operationer relaterade till normer.
Exempel på normering i matematiken är:
1. Normering av en vektor, vilket innebär att ersätta vektorn med en parallell vektor med norm ("längden") 1, det vill säga {\displaystyle ||\mathbf {v} ||=1}. En normerad vektor kallas även för en enhetsvektor.
2. Ett vektorrum sägs vara normerat om det finns en norm definierat på det. Att förse ett vektorrum med en norm innebär därför att normera det.

## Exempel
För att normera en vektor {\displaystyle \mathbf {v} } skapar man en normerad vektor {\displaystyle \mathbf {\bar {v}} } med samma riktning som {\displaystyle \mathbf {v} }. Alltså:
{\displaystyle \mathbf {\bar {v}} ={\frac {1}{||\mathbf {v} ||}}\mathbf {v} }
Detta förutsätter dock att {\displaystyle \mathbf {v} \neq \mathbf {0} }